# Relations entre la Lettonie et la Lituanie
Les relations entre la Lettonie et la Lituanie sont établies le 5 octobre 1991 après leurs indépendances vis-à-vis de l'URSS. La Lettonie a une ambassade à Vilnius tandis que la Lituanie a une ambassade à Riga. L'ambassadeur letton en Lituanie est actuellement Hardijs Baumanis tandis que l'ambassadeur lituanien en Lettonie est actuellement Antanas Vinkus. Les deux pays partagent une frontière commune longue de 453 kilomètres et sont membres de l'Union européenne.